# 琉球八社
琉球八社（りゅうきゅうはっしゃ）とは、琉球王国（琉球國）において「琉球八社（官社）の制」により王府から特別の扱いを受けた8つの神社である。

## 解説

### 起源
一番古いものは舜天王の父とされる源為朝の時代に造られたと伝わる沖宮ではないかと思われる。
『琉球宗教史の研究』によれば、琉球には臨済宗と真言宗の2派の仏教が伝えられ、殊に臨済宗が厚遇されたが、真言宗寺院にも王府から寺禄を給された8公寺が存在した。これら8公寺は神社と併置された(※波上宮は古来からの民間信仰の場である崖端に造営されたのが始まりとされ、安里八幡宮は尚徳王が戦果を記念し造営された等々の伝えがあるため、神社とお寺のどちらが先かは各社により諸説ある)。これらの各社は俗に琉球八社と称された。琉球八社の首座を占めたのは波上宮であった。これは波上宮と同境内にある護国寺が真言宗各寺の本寺であったことによると同書では述べている。さらに同書では、ここで言う官社官寺は、当の神社や寺院そのものが官有であると言うことでは決してなく、神社あるいは寺院といった団体に対して、その維持経営を官が保護し保障したと見るべきであって、官の所有物であるという意志はなかったと解釈するのが穏当であると考察している。
琉球八社の祭神には、安里八幡宮のみ八幡神が祀られ、それ以外は熊野権現が祀られている。『琉球宗教史の研究』では、琉球八社が全て真言宗寺院と併置され、また由緒が古くその創建が王府事業に係わっている臨済宗長寿寺に併置された長寿宮が八社に数えられていないことから見て、琉球八社は真言宗の者による宣伝のため呼称されるようになったのではないかと考察している。しかしまた同書では、何はともあれ琉球八社と言う呼称は、これに含まれる神社が特に由緒の深いものである観を抱かせたのは事実であるとも述べている。
『琉球宗教史の研究』によれば、中世日本本土から勧請された神社・寺院は一般民衆の手によるものでも、一般民衆の済度を目的としたものでもなく、ただ国王およびその一族、ひいては国家の無事安泰を祈願してのものであったため、社寺は貴族階級の信仰対象であるに止どまり、一般民衆はほとんどそれらと結合されていなかったのだと言う。このため、神社寺院には氏子や檀家がなく、地元の民衆と信仰的に直接結合しているものは各村落にある御嶽拝所であったと同書では述べている。
ただし波上宮は民衆に「なんみんさん」と呼ばれるなどして親しまれ、普天満宮と共に古くから信仰されていたという言い伝えが地元民の間では残っている。
元々この二社は民間信仰の聖地に造営されたため、民間に馴染んでいても不自然ではないという見方もされる。

### 神職組織
『琉球宗教史の研究』によれば、金武宮を除き神職が置かれていた。神職の置かれなかった金武宮は観音寺の住職が経営していた。琉球八社へは神職の役俸並びに営繕費が王府から支給されていたが、神職を持たない金武宮は王府からの経済的援助を受けておらず、琉球八社と言いながらも厳密には官社は7社であった。
神職は波上宮にのみ大夫・内侍・権祝部・宮童が置かれ、金武宮を除くその他の6社には祝部・内侍・宮童が置かれた。このうち波上宮の大夫は7社の神職を総理し、各神職の任免並びに官位の昇格降格を王府に具状し、祝部から勤功をもって昇進することになっていた。祝部は権祝部の中から選抜されるのが慣例であった。また、7社の祝部・内侍が神楽の際に着用する服装は全て王府の寺社座から支給を受けた。

### 琉球処分後の八社
明治時代に入ると、琉球においても日本本土同様の宗教改革の波が押し寄せたが、 琉球処分により琉球王国が廃され沖縄県が置かれた琉球におけるそれは、神仏分離に伴う廃仏毀釈が吹き荒れた日本本土とは異なるものであった。
『琉球宗教史の研究』によれば、明治の宗教政策は、在来の宗教を弾圧し或いは変革することによって、日本の国家理念の下につくられた日本宗教に移行せしめ、その宗教を通して、琉球人を日本国家および日本精神の下に統合することに存していた。置県後において、琉球八社は明治政府から政治的目的をもって取り上げられることとなる。
同書によれば明治初期の琉球は、明治12年（1879年）の沖縄県設置後も住民の民族的帰趨が定まらず、未だ清国から救援のあるのを心に頼み、特に北清事変まではかかる傾向がなお顕著に見られたほどであった。この様な情勢から県政実施の上に幾多の障害があることに鑑み、信仰によって県政の実を挙げるべく琉球八社の中の1社を近代社格制度の官国幣社に列格し、以て人心をして国家あるいは皇室への帰一を計らんとしたのだと言う。こうして明治22年（1889年）、沖縄県知事より波上宮の国幣中社列格が上申されたが、政府は皇室の祖神である伊弉冊尊を祀っていることを理由として、明治23年（1890年）1月27日に官幣小社へ格上げのうえ列格を裁可している。
また他の7社については、沖縄県で村社に列することを立案したが、前述した通り琉球の神社は従来より氏子組織を持たないことから経済的に村社列格が出来ず、また社殿その他の設備においても不備な点が多々あって村社列格が事実上不可能であることから、とりあえず無格社として残置し、追々維持拡張整備して村社に引き直す根基を充実するよう努めることになったとしている。
同書によれば、当時の琉球八社は日本本土の神祇と同じものであるとは言え、神職制度の相違や、氏子組織のないこと、祭式方法の異なりなど、その制度および組織上に幾多の差異があったのだと言う。しかも琉球王国時代に王府が正規の神祇として認めていたものは、これら神社ではなく御嶽、火神の殿、それらに奉仕する女神官で、これらは地元の民衆と信仰的に直接結合していた。その関係は御嶽拝所が低級であると言う理由では廃止できないほど強靭であったことから、日本政府の経済的保障により経営に困難のなかった波上宮を除き、他の7社は経済的にも信仰的にも見るに耐えない無残な状態を呈することとなった。幾分地方民衆の信仰を受けていた普天満宮を除く6社は民衆から放置されて荒廃し、天久宮などは拝殿が失せ、本殿は昭和12年（1937年）大音響と共に逆転倒壊して逆立状態となるほどであった。
この様に民衆の信仰が薄いにもかかわらず、日本本土の神祇と同じものであると言うただそれだけの理由をもって琉球八社を取り上げた日本政府の政策は、結局失敗した観があると『琉球宗教史の研究』では評している。

## 琉球八社一覧
| 社名     | 併置した寺院 | 神社画像        | 所在地                  | 社格                             |            | 社名       | 併置した寺院          | 神社画像                  | 所在地 | 社格 |
| 波上宮   | 護国寺       | 波上宮 拝殿     | 那覇市若狭 （地図）     | 官幣小社 別表神社 琉球国新一の宮 | 末吉宮     | 遍照寺     | 末吉宮 拝殿           | 那覇市首里末吉町 （地図） | 無格社 |      |
| 沖宮     | 臨海寺       | 沖宮 鳥居と拝殿 | 那覇市奥武山 （地図）   | 無格社                           | 安里八幡宮 | 神徳寺     | 安里八幡宮 拝殿兼本殿 | 那覇市安里 （地図）       | 無格社 |      |
| 識名宮   | 神応寺       | 識名宮 拝殿     | 那覇市繁多川 （地図）   | 無格社                           | 天久宮     | 聖現寺     | 天久宮 拝殿           | 那覇市泊 （地図）         | 無格社 |      |
| 普天満宮 | 神宮寺       | 普天満宮 拝殿   | 宜野湾市普天間 （地図） | 無格社                           | 金武宮     | 金武観音寺 | 金武宮祠              | 国頭郡金武町金武 （地図） | 無格社 |      |